# Giấy in phun

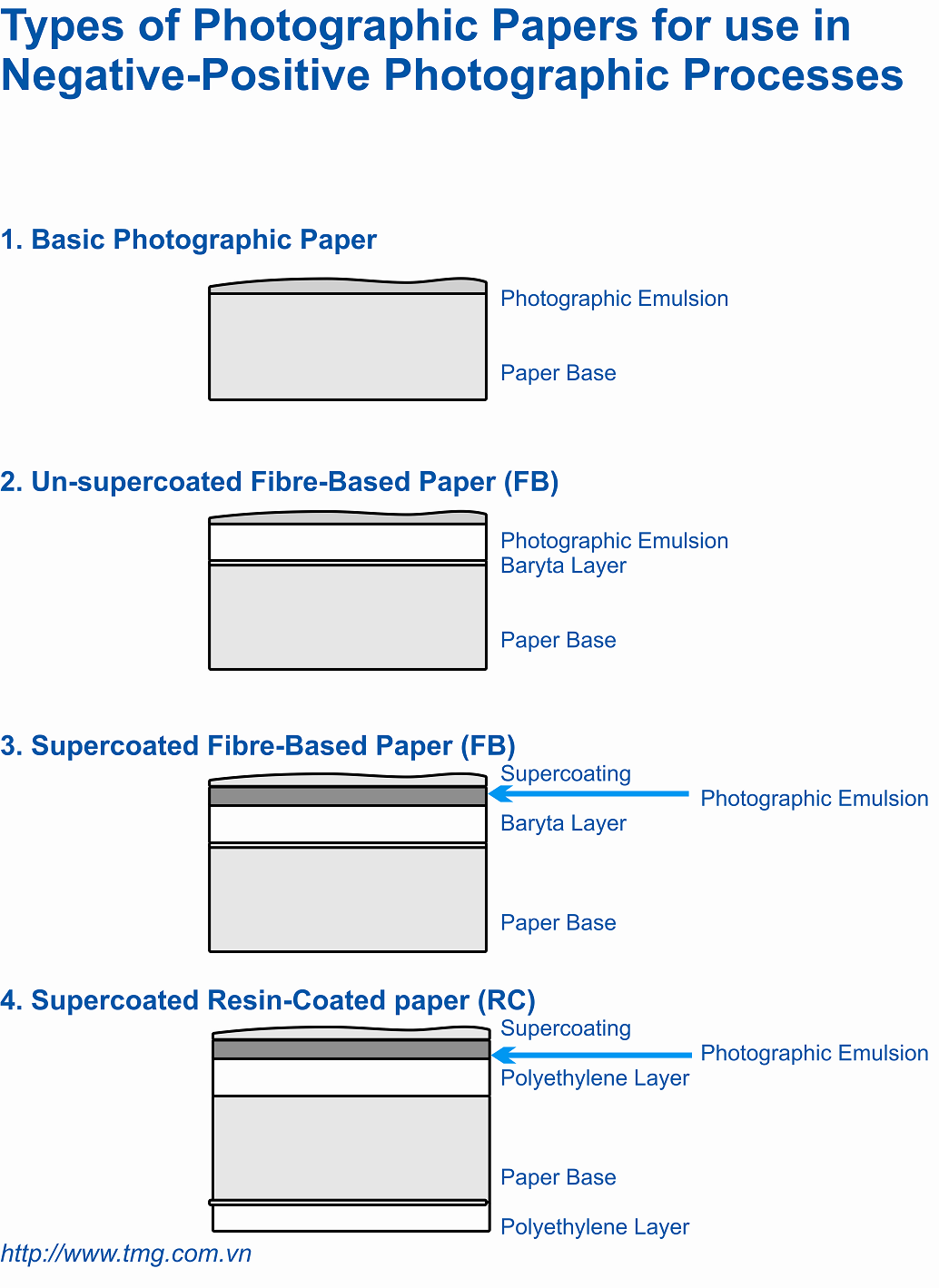
Cấu trúc bề mặt giấy in phun

Giấy in phun là loại giấy có tráng phủ lên mặt một lớp hợp chất vô cơ, chủ yếu để ngăn mực in phun loang ra trong giấy, giúp bản in có được màu sắc chính xác, trong trẻo, sắc sảo, nét và tuổi thọ lâu.
Giấy in phun được thiết kế đặc biệt cho các máy in phun, thường có thể nhận biết thông qua định lượng, độ sáng, độ mịn và độ đục của tờ giấy.
In phun chuẩn đòi hỏi giấy in phải có độ hút nước vừa đủ để bắt mực nhưng lại phải tránh độ loang của dung môi mực (và do đó, mực in phun) trên bề mặt và trong lòng tờ giấy.
Các loại giấy văn phòng thông dụng (định lượng 80-100gsm) đều có thể dùng để in phun được, tuy nhiên, đạt kết quả in tốt nếu chỉ in chữ hoặc hình vẽ đồ họa không đòi hỏi độ chính xác về màu sắc cao. Những bản in có vùng in (phần tử in) lớn, ví dụ trong các bản in hình ảnh hoặc hình vẽ đồ họa có mảng màu rộng có thể làm co giãn dẫn tới cong giấy, đặc biệt là khi in phun lên hai mặt giấy; khi đó, giấy không chuyên dụng sẽ bị hút, ngấm mực từ cả hai phía vào dẫn tới màu in có thể nhìn xuyên qua tờ giấy từ mặt này qua mặt kia. Các loại giấy văn phòng thông thường này không được khuyến khích sử dụng để in phun hình ảnh còn vì tông màu nghèo nàn, tạo nên bản in xám xịt, không sống động.
Dù dùng giấy nào thì trong khi in, nên điều chỉnh lựa chọn loại giấy trong cửa sổ in của chương trình để đạt kết quả in tốt nhất.

## Phân loại
Theo mục đích, theo kích cỡ, theo thương hiệu, xuất xứ

### Dùng cho văn phòng
Thường có khổ A4, A3, letter, A4+, A3+
- Giấy in phun màu thông dụng
- Giấy in phun màu chất lượng như in ảnh
- Giấy in phun màu có mặt mờ
- Giấy in phun màu có mặt bóng
- Giấy in phun màu cả hai mặt
- Giấy in phun màu để in lên vải (khi in, thường là phải in lật ngược). Xem hướng dẫn in tại đây

### Dùng cho công nghiệp
Thường có khổ cuộn với chiều rộng 61 cm, 65 cm, 85 cm, 125 cm và 153 cm.
- Loại treo trong nhà
- Loại treo ngoài trời

## Khổ giấy
Xem thêm bài về khổ giấy